# Barnum (Minnesota)
Barnum és una població dels Estats Units a l'estat de Minnesota. Segons el cens del 2000 tenia 525 habitants.

## Demografia
Segons el cens del 2000, Barnum tenia 525 habitants, 226 habitatges, i 138 famílies. La densitat de població era de 200,7 habitants per km².
Dels 226 habitatges en un 34,5% hi vivien nens de menys de 18 anys, en un 43,4% hi vivien parelles casades, en un 14,2% dones solteres, i en un 38,9% no eren unitats familiars. En el 31% dels habitatges hi vivien persones soles el 16,4% de les quals corresponia a persones de 65 anys o més que vivien soles. El nombre mitjà de persones vivint en cada habitatge era de 2,32 i el nombre mitjà de persones que vivien en cada família era de 2,96.
Per edats la població es repartia de la següent manera: un 29,1% tenia menys de 18 anys, un 8,8% entre 18 i 24, un 30,1% entre 25 i 44, un 16,8% de 45 a 60 i un 15,2% 65 anys o més.
L'edat mediana era de 33 anys. Per cada 100 dones de 18 o més anys hi havia 84,2 homes.
La renda mediana per habitatge era de 31.518 $ i la renda mediana per família de 40.625 $. Els homes tenien una renda mediana de 34.375 $ mentre que les dones 21.250 $. La renda per capita de la població era de 14.621 $. Entorn del 7,4% de les famílies i el 9,4% de la població estaven per davall del llindar de pobresa.

## Poblacions properes
El següent diagrama mostra les poblacions més properes.